# 临沭县人民医院
临沭县人民医院是位於中華人民共和國山東省临沂市临沭县一家三级乙等综合医院，共有东院区、南院区以及新院区。醫院始建于1949年5月11日，由临沐县卫生所与滨海行署卫生所合并而成，當時名為临沐县县立医院。1950年6月，改称临沐县大众医院，同年9月，改称临沐县卫生院。1956年3月，改称营南县夏庄医院。1959年春，改称营南县第二人民医院，同年12月，复称营南县夏庄医院。1961年8月，改名临沭县人民医院。2019年5月醫院加盟青岛大学医疗集团。

## 外部連結
- 官方网站